# Kościół Bożego Ciała w Orłowie-Parcel
Kościół Bożego Ciała – rzymskokatolicki kościół parafialny należący do dekanatu Piątek diecezji łowickiej.
Jest to gotycka, orientowana świątynia wzniesiona w 1430 roku. Kościół jest jednonawowy i posiada prezbiterium niższe i węższe od nawy głównej, zamknięte wielobocznie. Prezbiterium nakrywa sklepienie gwiaździste, zakrystię nakrywa sklepienie krzyżowe a skarbczyk sklepienie kolebkowe. W nawie i kruchcie są umieszczone stropy. Od strony południowej w fasadę wtopiona jest wieżao dwóch kondygnacjach.
Wyposażenie kościoła powstało w XVI i XIX wieku